# Paronychia echinulata
Paronychia echinulata é uma espécie de planta com flor pertencente à família Caryophyllaceae. 
A autoridade científica da espécie é Chater, tendo sido publicada em Feddes Repertorium Specierum Novarum Regni Vegetabilis 69(1): 52–53. 1964.
Os seus nomes comuns são erva-prego ou paroninquia-ouriçada.

## Portugal
Trata-se de uma espécie presente no território português, nomeadamente os seguintes táxones infraespecíficos:
- Paronychia echinulata var. echinulata - presente em Portugal Continental e no Arquipélago da Madeira. Em termos de naturalidade é nativa das duas regiões atrás referidas. Não se encontra protegida por legislação portuguesa ou da Comunidade Europeia.